# Takahiro Shikine
Takahiro Shikine (敷根崇裕?, Shikine Takahiro; Ōita, 7 dicembre 1997) è uno schermidore giapponese, specializzato nel fioretto.

## Palmarès
- Giochi olimpici

Parigi 2024: oro nel fioretto a squadre.
- Mondiali

Lipsia 2017: bronzo nel fioretto individuale.
Milano 2023: oro nel fioretto a squadre.
- Campionati asiatici

Wuxi 2016: bronzo nel fioretto a squadre.
Bangkok 2018: bronzo nel fioretto a squadre.